# Kon Tum (provins)
Kon Tum är en provins i centrala Vietnam. Provinsen består av stadsdistriktet Kon Tum (huvudstaden) och sju landsbygdsdistrikt: Dak Glei, Dak Ha, Dak To, Kon Plong, Kon Ray, Ngoc Hoi samt Sa Thay. 